# Järnvägsolyckan på Norrköpings centralstation 1975
Järnvägsolyckan på Norrköpings centralstation inträffade den 15 maj 1975 på Norrköpings centralstation. Olyckan inträffade då snälltåg 264 kolliderade med den sista vagnen i expresståg 1. Vid olyckan omkom nio personer varav fem skolbarn på skolresa från Flodafors skola i Katrineholms kommun. Ytterligare tre personer skadades. Orsaken till olyckan fastställdes aldrig med absolut säkerhet då vittnesmålen var motstridiga.